# Римская колония
Ри́мская коло́ния (лат. colonia, мн. ч.: coloniae) — городское поселение римских граждан в захваченных Римом землях. Статус колонии обычно предоставлялся крупному или стратегически значимому городскому поселению, которое было основано по постановлению Римского сената или же волей римского народа. Постановление о наделении города статусом колонии выдавали специально назначенные триумвиры или, реже, квинквевиры (triumviri или quinqueviri coloniae deducendae). Римская колонизация опиралась на сеть колоний в римских провинциях, которые были связаны между собой сухопутными дорогами, став таким образом одной из самых успешных разновидностей античной колонизации. В отличие от древнегреческой колонизации, древнеримская колонизация отличалась более глубоким проникновением в континентальные районы Европы. Многие римские колонии возникли вдали как от моря, так и от самого Рима (например, столица Римской Дакии Ульпия Траяна).

## Развитие
После захвата новой территории римляне обычно основывали военный лагерь каструм, часто на месте небольшого автохтонного поселения. В случае его успешного расположения на перекрёстке нескольких дорог рядом с ним разрастался посёлок (канаба). В нём селились гражданские колонисты, оседали ветераны и купцы из Италии и других провинций империи. Посёлок получал статус муниципия. В случае ещё большего роста, появления крупных объектов инфраструктуры (форумы, амфитеатры и др.) и важного стратегического значения муниципий получал статус колонии. В особых случаях, когда город достигал высшей (по римским меркам) степени развития или имел статус региональной столицы, ему даровали полное италийское право, то есть его жителей приравнивали в правах к жителям Рима. В таком случае сельские земли в его округе раздавались римским ветеранам , на них возникали римские виллы.

## Типы римских колоний
Coloniae civium Romanorum
Первоначально это был единственный вид римских колоний. Состоял исключительно из коренных римских граждан, они имели образ правления, сходный с метрополией, те же законы, религию и празднества. Их граждане сохраняли права гражданства, кроме права подачи голоса в комициях и права исполнения государственных должностей, для чего требовалось присутствие в Риме.
Coloniae civium maritimae
Постоянные гарнизоны в приморских городах. Гарнизоны состояли обыкновенно из 300 человек, поселялись тут навсегда и получали определённый надел земли. Прежние жители, считавшиеся первоначально «покорёнными» (dediticii), получали потом права гражданства и сливались с колонистами. Последние сохраняли полные права римского гражданина, хотя и не пользовались ими вполне, вследствие удаления своего от столицы. Колоний этих насчитывают до 22.
Земледельческие колонии для бедного населения Рима и Италии.
Это были укрепления в Италии, частью и вне Италии, с пришлым населением в 2000, 3000, 6000 человек и больше. Их насчитывают до 13.
Coloniae militares
Другое название Coloniae veteranorum. Для награды выслуживших срок службы солдат, во время междоусобных войн и при императорах. Надел колониста древних приморских колоний составлял от 2 до 21/2 югеров земли, а в позднейших приморских и прочих колониях римских граждан обыкновенно от 5 до 10.
Coloniae Latinorum
Латинскими колониями они назывались потому, что внесённые в их списки люди имели те же права и обязанности, что и некоторые древние союзные города, оставшиеся самостоятельными после великой латинской войны 338 года. Взамен известных прав они должны были подавать военную помощь; размеры её были определены для каждой колонии. Латинские колонии устраивались римлянами в завоёванных областях и представляли собой значительные крепости с отрядами до 6000 человек. Число колоний достигало 40. В 90 году до н. э. закон Юлия дал права римского гражданства латинским колониям.

## Значение
Колонии были центром античной романизации автохтонного населения Западной Европы. Поначалу функция колоний состояла в защите римских граждан (поселенцев и военных) на территориях, автохтонное население которых было по-прежнему враждебно настроено к римлянам в первые годы после завоевания. По мере романизации коренных жителей военные угрозы ослабевали. После образования Римской Империи и до эдикта императора Каракаллы в 212 г. н. э. статус колонии предоставлялся в качестве привилегии некоторым провинциальным городам, что фактически означало дарование прав римского гражданства населению этих городов (иногда, впрочем, им всё же не позволялось голосовать). В 212 году император Каракалла даровал римское гражданство всем жителям провинций.